# Province de Chefchaouen

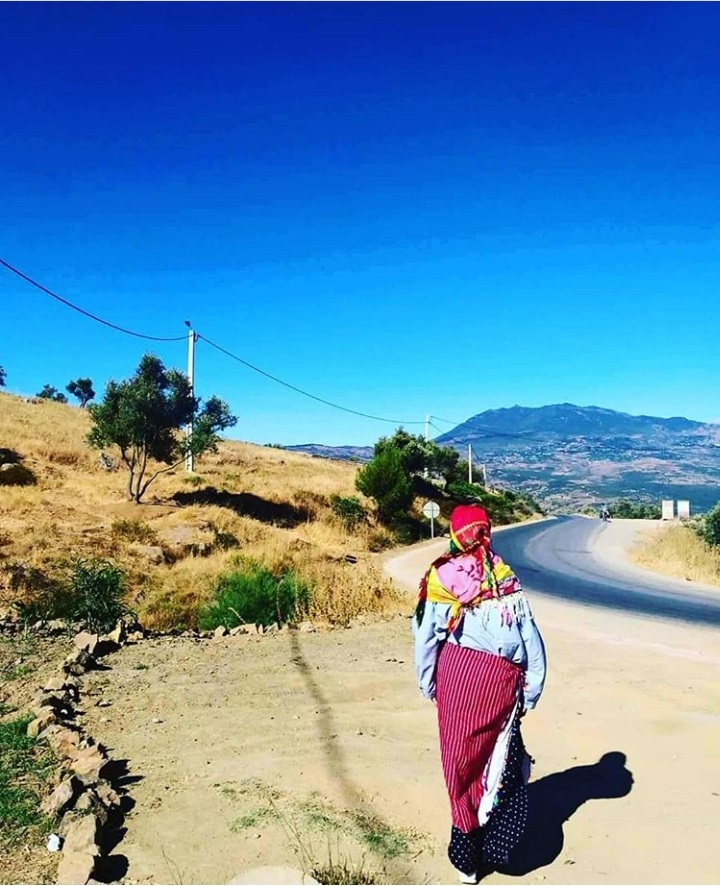
Femme sur la route de Chefchaouen.

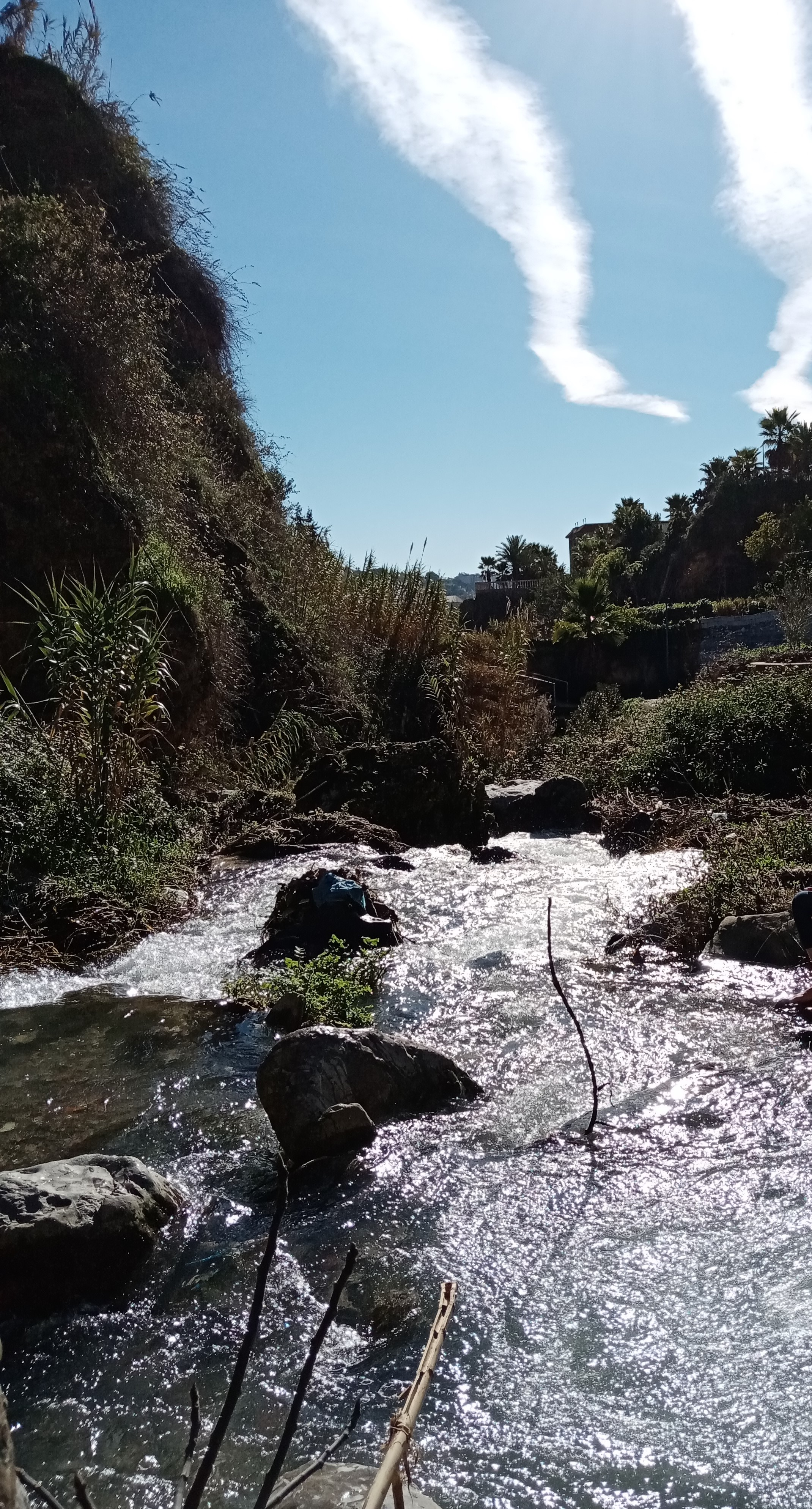
Cours d'eau à Chefchaouen.

La province de Chefchaouen, par le Dahir portant loi n° 1-75-688 du 11 Rabia II 1395 (23 Avril 1975). Elle se caractérise par la dominance  des communes rurales.
La Province de Chefchaouen appartient administrativement à la région  Tanger-Tétouan-Al Hoceïma.
Située au nord-ouest du pays, sur le massif du pays de Jebala, cette province est limitée au nord-ouest par la province de Tétouan, au nord-est par la Méditerranée sur une longueur de 120 km, à l'est par la province d'Al Hoceïma, au sud-est par la province de Taounate, au sud-ouest par la province d'Ouezzane et à l'ouest par la province de Larache.

## Limite de la Province
Elle est limitée par : 
- la province de Tétouan au nord-ouest ;
- la Mer Méditerranée au Nord-Est sur une longueur de 120 Km ;
- la province d’Al Hoceima à l’Est ;
- la province de Taounate au Sud-Est ;
- la province d’Ouezzane au Sud-Ouest ;
- la province de Larache à l’Ouest.

## Découpage administratif de la Province
Actuellement, la province de Chefchaouen s’étend sur une superficie de 3443 Km², et comprend une commune urbaine (ou municipalité) et cinq cercles ruraux qui englobent 12 caïdats contenant 27 communes rurales

## Les communes
La province de Chefchaouen comprend une commune urbaine (ou municipalité), Chaouen, et 27 communes rurales : Bab Berred, Iounane, Tamorot, Bni Ahmed Charkia, Mansoura, Bni Ahmed Gharbia, Oued Malha, Amtar, Bni Rzine, Bni Smih, M’Tioua, Ouaouzghane, Bab Taza, Bni Salah, Bni Derkoul, Bni Faghloum, Fifi, Derdara, Tanaqoub, Laghdir, Bni Selmane, Bni Mansour, Bni Bouzra, Stehat, Tizgane, Tassift et Talambote.